# Novalaise
Novalaise is een gemeente in het Franse departement Savoie (regio Auvergne-Rhône-Alpes). De plaats maakt deel uit van het arrondissement Chambéry. Novalaise is gelegen aan het Lac d'Aiguebelette. De gemeente telde 2.243 inwoners op 1 januari 2022.

## Geografie
De oppervlakte van Novalaise bedroeg op 1 januari 2022 16,26 vierkante kilometer; de bevolkingsdichtheid was toen 137,9 inwoners per km².

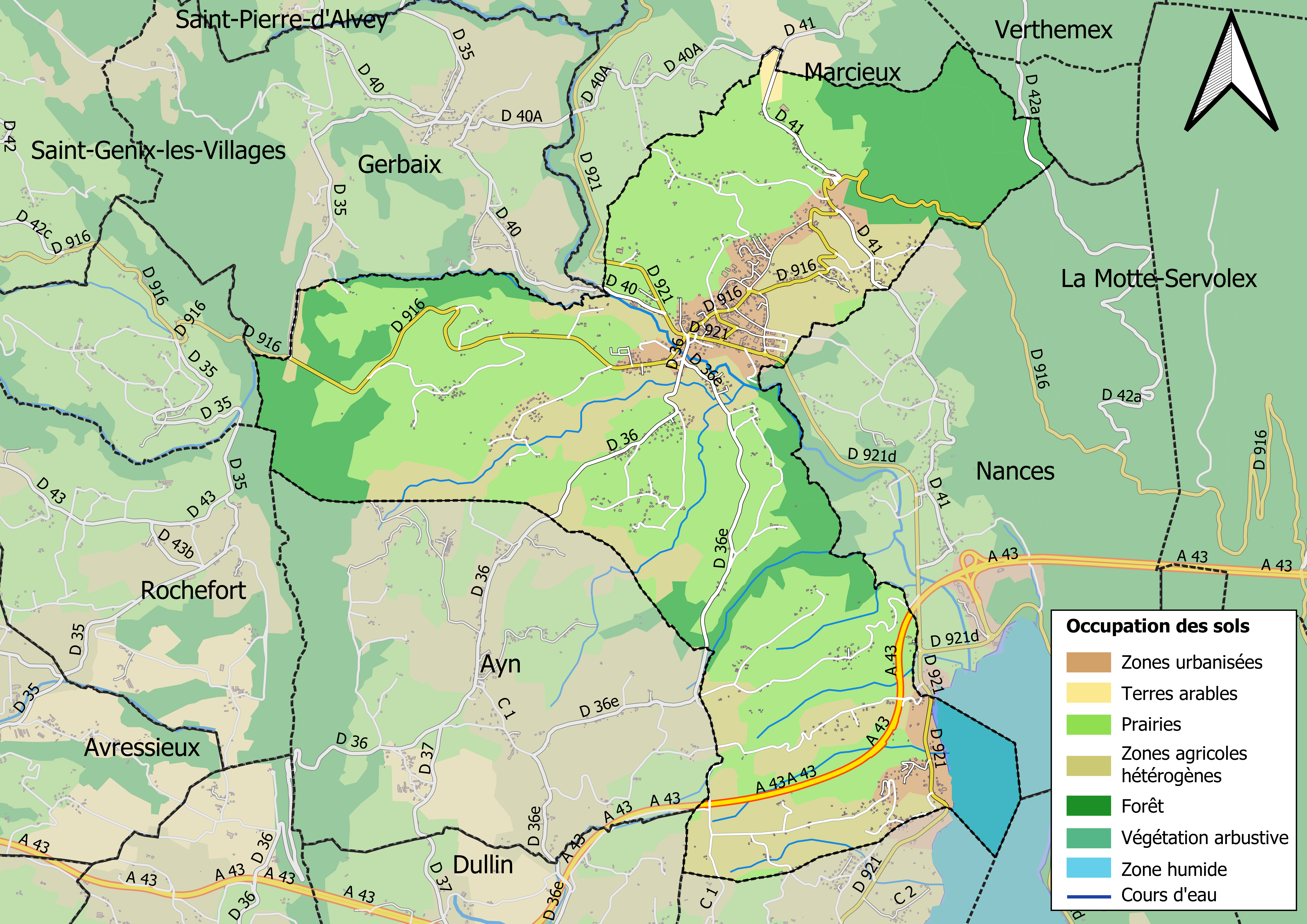
Kaart van de gemeente met de belangrijkste infrastructuur, bodemgebruik en omliggende gemeenten

## Demografie
Onderstaande figuur toont het verloop van het inwonertal (bron: INSEE-tellingen).